# Algröppa
Algröppa (Plicatura nivea) är en svampart som först beskrevs av Sommerf., och fick sitt nu gällande namn av Petter Adolf Karsten 1889. Enligt Catalogue of Life ingår Algröppa i släktet Plicatura, ordningen Agaricales, klassen Agaricomycetes, divisionen basidiesvampar och riket svampar, men enligt Dyntaxa är tillhörigheten istället släktet Plicatura, familjen Plicaturaceae, ordningen Agaricales, klassen Agaricomycetes, divisionen basidiesvampar och riket svampar. Arten är reproducerande i Sverige. Inga underarter finns listade i Catalogue of Life.

## Bildgalleri

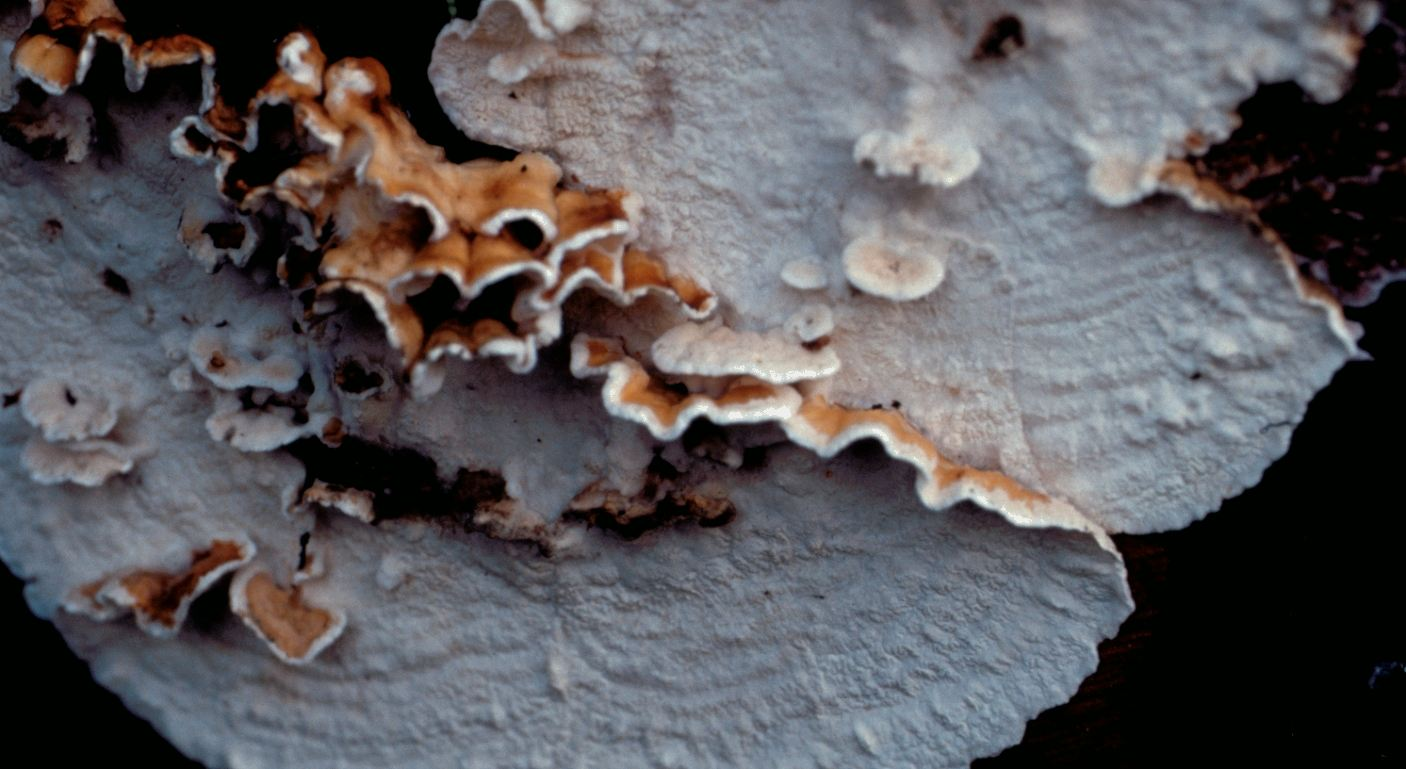